# Giuseppe Bastianini

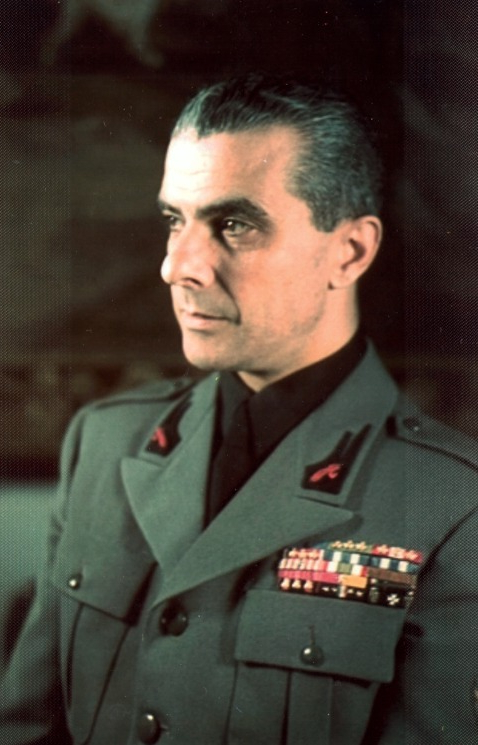
Giuseppe Bastianini

Giuseppe Bastianini (* 8. März 1899 in Perugia; † 17. Dezember 1961 in Mailand) war ein faschistischer Politiker und italienischer Diplomat.

## Leben
Giuseppe Bastianini wurde in Perugia geboren, der Hauptstadt Umbriens. Am Ersten Weltkrieg nahm er als Freiwilliger teil, er war Unterleutnant bei den Arditi. Nach der Demobilisierung kehrte er nach Perugia zurück und schloss 1923 ein Studium der Agrarwissenschaft ab. Schon im Herbst 1920 gehörte er zu den Gründern einer Gruppe von Schwarzhemden in Umbrien, wo er zusammen mit Alfredo Misuri (1886–1951) ein bedeutender Vertreter des Faschismus wurde. 1922 nahm er am Marsch auf Rom teil, 1923 wurde er Mitglied des Großen Faschistischen Rates. Nach seiner Wahl ins Parlament bei den Wahlen 1924 war er von November 1926 bis Juni 1927 Untersekretär im Ministerium für Nationale Wirtschaft. Anschließend trat er in den diplomatischen Dienst und übernahm Missionen in Tanger, Lissabon und Athen. 1932 wurde er zum Botschafter Italiens in Warschau ernannt, wo er knapp vier Jahre verbrachte. Von Oktober 1939 bis Juni 1940 war er Botschafter in London.
Nach der Eroberung Jugoslawiens durch die Achsenmächte im Balkanfeldzug 1941 wurde er auf Befehl Mussolinis zum Gouverneur von Dalmatien ernannt, das bis 1943 ein Gouvernement unter italienischer Kontrolle bildete und in drei Provinzen eingeteilt war. Bastianini ordnete die Italianisierung der Region an und erklärte den Italienischunterricht an Schulen für obligatorisch. Im Oktober 1941 errichtete er das Sondergericht Dalmatien, das im Schnellverfahren in weniger als einem Monat 48 Todesurteile fällte, von denen 35 sofort vollstreckt wurden. Am 27. Juni 1942 befahl er die Errichtung des KZ Molat, in dem etwa tausend Gefangene ihr Leben verloren, 300 von ihnen wurden als Geiseln erschossen. Etwa 4000 Juden wurden ins KZ Rab verbracht, um sie vor der Deportation und dem sicheren Tod zu schützen. Ihnen wurden wesentlich bessere Lebensbedingungen zugestanden als den in dasselbe Lager deportierten Slawen, die stattdessen alle möglichen Entbehrungen hinnehmen mussten. Im Februar 1943 wurde Bastianini als Gouverneur durch den Faschisten Francesco Giunta (1887–1971) ersetzt. Bei der letzten Sitzung des Großen Faschistischen Rates am 25. Juli 1943 sprach er sich für die Absetzung Mussolinis aus. Während der Italienischen Sozialrepublik wurde er im Prozess von Verona im Januar 1944 in Abwesenheit zum Tode verurteilt. Er flüchtete zunächst in die Toskana und lebte dann bis Juli 1946 in der Schweiz.
Nach dem Ende des Zweiten Weltkrieges wurde Bastianini von Tito wegen seiner Rolle als Gouverneur von Dalmatien zusammen mit Mario Roatta und Francesco Giunta als Kriegsverbrecher angeklagt, doch es kam nie zu einem Prozess in Jugoslawien. Im November 1947 wurde er von einem Schwurgericht in Rom sowie von der Kommission für die Sanktionen gegen den Faschismus von sämtlichen Vorwürfen freigesprochen. Er zog nach Mailand, wo er 1959 seine Memoiren herausgab und im Januar 1961 als Botschafter in den Ruhestand versetzt wurde. Er starb am 17. Dezember 1961.
Während seines Aufenthaltes in der Schweiz schrieb Bastianini eine Biografie über Franz von Assisi, die 1947 auf Deutsch unter dem Titel „Das Lied der Armut des Bruders Franziskus“ veröffentlicht wurde. Zudem war er Freimaurer.